# 总有一天 (柚子单曲)
《总有一天》是日本二人组合柚子的第4张单曲。1999年1月20日由其所属公司Senha&Company发售。

## 收录曲
1. 总有一天（5:17）
  - 作詞・作曲: 北川悠仁 /弦乐: 阿部雅士
2. 出口（3:51）
  - 作詞・作曲: 岩泽厚治
3. 始发列車（4:00）
  - 作詞・作曲: 岩泽厚治